# Apatania forsslundi
Apatania forsslundi là một loài Trichoptera trong họ Apataniidae. Chúng phân bố ở miền Cổ bắc.